# ReacTable
Il Reactable è uno strumento musicale elettronico ideato da un gruppo di ricerca (Marcos Alonso, Günther Geiger, Sergi Jordà, Martin Kaltenbrunner) dell'Università Pompeu Fabra di Barcellona, Spagna.
La sua interfaccia utente è costituita da un tavolo il cui piano superiore circolare, è un grande touch screen. Su di esso vanno posati e mossi oggetti di varie forme che generano diverse forme d'onda per formare un pattern sonoro. La relazione spaziale fra questi oggetti emula la struttura di un sintetizzatore analogico modulare e il loro movimento genera una serie complessa di mutazioni nei parametri dei diversi moduli sonori simultaneamente a un movimento luminoso sincronizzato. Una telecamera posta sotto il Reactable analizza la posizione e l'orientamento dei diversi oggetti solidi mentre un proiettore genera, in sincronia con gli eventi sonori prodotti dagli esecutori, un light show interattivo.
Il Reactable è pensato anche come uno strumento elettronico collaborativo che consente a più esecutori di muovere e ruotare oggetti. 
Il Reactable è stato impiegato durante il Coachella Festival 2007 in California durante l'esibizione della cantante Björk, ed è stato presentato nel corso di numerosi eventi in Europa e negli Stati Uniti.
In Italia è stato presentato dal suo ideatore Sergi Jordà nella prima edizione di EAS (Elettronica Alla Spina) a Pisa nel 2008 .

## Artisti che hanno utilizzato ReacTable
- Oliver Huntemann
- Amo + Navas
- Björk / Damian Taylor
- Gui Boratto
- Le Freak Selector
- Davic Nod
- Carles López
- Nothec Collective: Bostich + Fussible
- Coldplay